# El Dorado (Iron Maiden)
El Dorado è un singolo del gruppo musicale britannico Iron Maiden, l'unico estratto dal quindicesimo album in studio The Final Frontier e pubblicato l'8 giugno 2010.
Il brano ha trionfato ai Grammy Awards 2011 nella categoria miglior interpretazione metal.

## Descrizione
El Dorado parla della confusione creata dalla crisi economica mondiale che ha colpito i mercati mondiali nel corso dell'ultimo biennio, creando una situazione in cui, dopo aver fatto ciò che volevano con il proprio denaro ed averlo sperperato, adesso tutti sono costretti a vendere tutto al miglior offerente.

## Promozione
Contrariamente a ciò che si può pensare, El Dorado non è un singolo destinato alla vendita, in quanto è stato distribuito gratuitamente in formato MP3 attraverso il sito ufficiale del gruppo. Le uniche copie distribuite su supporto fisico erano destinate esclusivamente alle stazioni radiofoniche per promuovere il brano (tattica applicata anche ai brani The Final Frontier e a Coming Home).
El Dorado inoltre è stato l'unico brano ad essere stato eseguito dal vivo nella prima parte del The Final Frontier World Tour antecedente alla pubblicazione dell'album.

## Tracce
1. El Dorado – 6:48

## Formazione
- Bruce Dickinson – voce
- Dave Murray – chitarra
- Adrian Smith – chitarra
- Janick Gers – chitarra
- Steve Harris – basso
- Nicko McBrain – batteria